# Basjtino
Basjtino (bulgariska: Бащино) är ett distrikt i Bulgarien.   Det ligger i kommunen Obsjtina Kărdzjali och regionen Kărdzjali, i den centrala delen av landet, 220 kilometer sydost om huvudstaden Sofia.